# Franz Ernst Brückmann

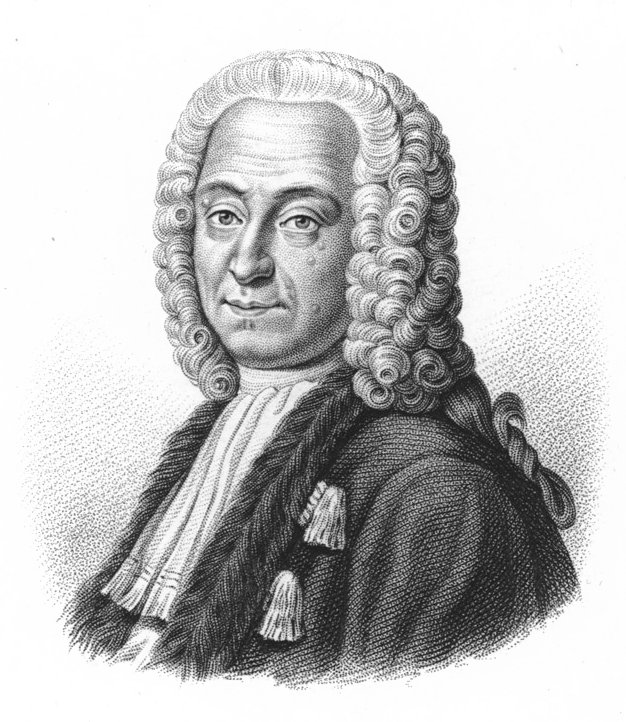
Franz Ernst Brückmann

Franz Ernst Brückmann (Bruckmann) (* 27. September 1697 in Mariental; † 21. März 1753 in Wolfenbüttel) war ein deutscher Mediziner und Naturforscher.

## Leben und Wirken
Franz Ernst Brückmann, der Sohn eines Amtmanns, studierte Medizin in Jena, wo er 1721 die Doktorwürde erhielt. Er praktizierte in Braunschweig und ab 1728 in Wolfenbüttel. Nach einer Reise nach Ungarn wurde er am 8. Mai 1725 mit dem Beinamen Mnemon als Mitglied (Matrikel-Nr. 378) in die Leopoldina aufgenommen und zwei Jahre später in die Preußische Akademie der Wissenschaften in Berlin. Er verfasste zahlreiche Publikationen auf dem Gebiet der beschreibenden Naturwissenschaften.
Sein Sohn war der Arzt und Mineraloge Urban Brückmann.

## Werke

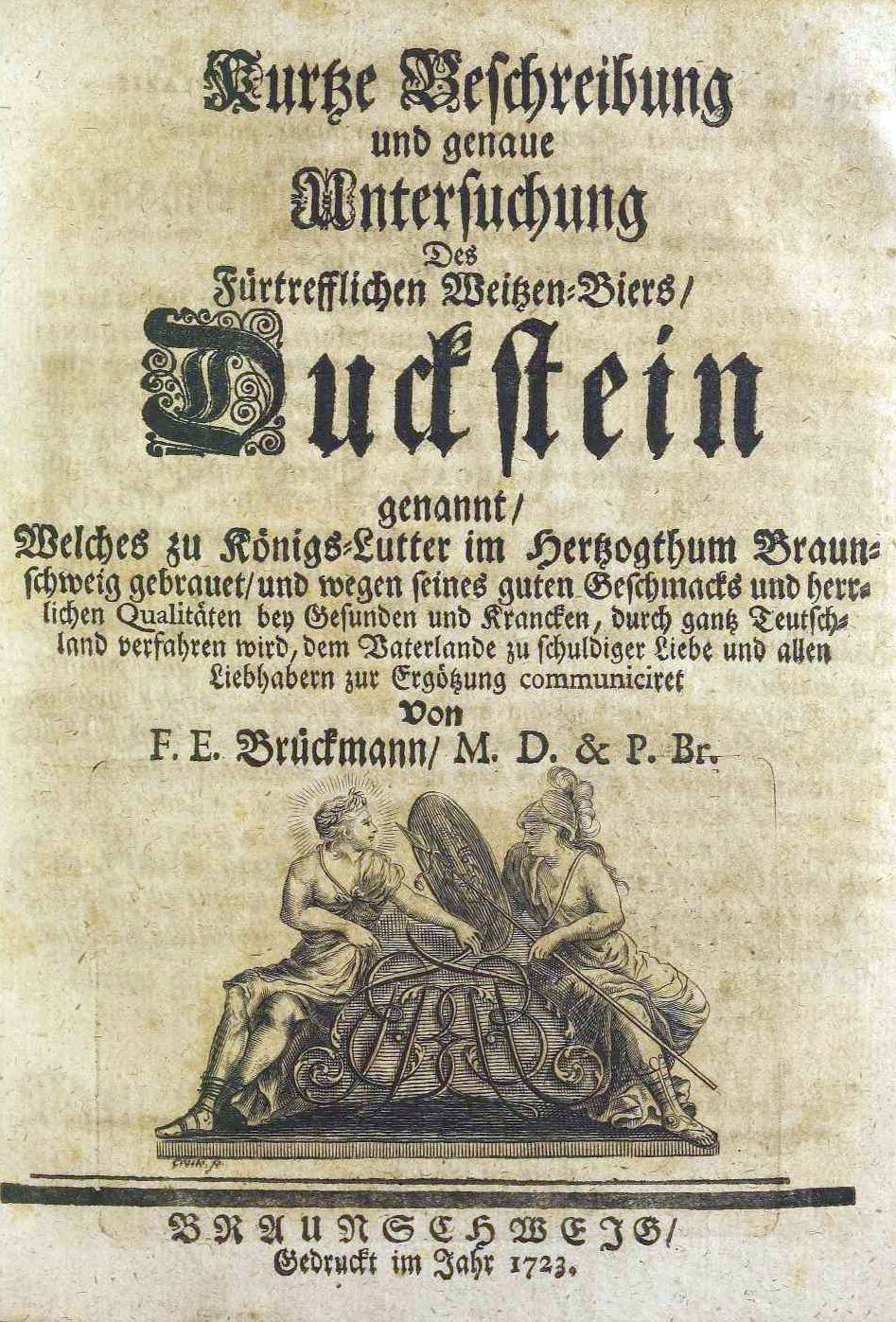
Kurtze Beschreibung und genaue Untersuchung des fürtrefflichen Weitzen-Biers Duckstein genannt, 1723

- Kurtze Beschreibung und genaue Untersuchung des fürtrefflichen Weitzen-Biers Duckstein genannt. Braunschweig 1723 (beic.it).
- Magnalia Dei in locis subterraneis, Braunschweig, 1727 Digitalisat.[1]
- Historia Naturalis Curiosa Lapidis Tu Asbestu, Eiusque Praeparatorum, Chartae Nempe, Lini, Lintei Et Ellychniorum Incombustibilium. Braunschweig 1727. (Digitalisat)
- Die Neu-erfundene Curieuse Floh-Falle zu gäntzlicher Ausrottung der Flöhe, ... von Einem Anonymo. 1727 (Digitalisat)
- Thesaurus subterraneus ducatus Brunsvigii id est Braunschweig mit seinen unterirrdischen Schätzen und Seltenheiten der Natur. Meisner, Braunschweig 1728. (Digitalisat)
- Bibliotheca Nvmismatica Oder Verzeichniß der meisten Schrifften, So Von Müntz-Wesen handeln, Was hiervon so wohl Historici, Physici, Chymici, Medici, Als auch Juristen und Theologi geschrieben. Meißner, Wolfenbüttel 1729. (Digitalisat)
- Bibliotheca Animalis Oder Verzeichniss der Meisten Schriften, So von Thieren und deren Theilen handeln / Mit Fleiss colligirt und in Alphabetische Ordnung gesetzt. Wolfenbüttel 1743. (Digitalisat)